# Yin Xin
Pour les articles homonymes, voir Yin (homonymie).
Yin Xin, né en 1959, est un peintre chinois.

## Biographie
Yin Xin vit aujourd'hui[Quand ?] en France et est originaire de Kashgar, à l'ouest de la Chine, cœur de la Route de la soie.  
Ses œuvres ont été exposées au Victoria and Albert Museum, aux Musées d'État de Berlin, au Shanghai Art Museum, au Musée Courbet, au Musée National du Grabado et ont fait l’objet d’une exposition permanente dans la Cathédrale Notre-Dame de Paris.

### Formation
Yin Xin a étudié à la Xinjiang Normal University of Fine Arts, où il a enseigné pendant deux ans, à la suite de l'obtention de son diplôme. Il a ensuite étudié à la Xi'an Academy of Fine Arts, avant de terminer ses études au Royal Melbourne Institute of Art en 1991. Plus tard, il s'est rendu à Paris, Taïwan, Hong Kong, Tokyo, Londres et New York pour y exposer ses œuvres, avant de s'installer définitivement à Paris[réf. souhaitée].

## Style
Son style se caractérise par l'utilisation de techniques occidentales de peinture à l'huile et par son traitement « à la chinoise » des grands thèmes de la peinture occidentale, le chinesefying. Sa série de tableaux intitulée Once Upon a Time in China présente une juxtaposition de la haute société chinoise et de la Belle Époque parisienne. Ces œuvres ne sont pas sans rappeler le peintre français du XVIIe siècle Georges de La Tour.
Yin Xin orientalise les tableaux européens à travers sa série After the master. L'une de ces œuvres est la « Vénus d'Orient », inspirée de La Naissance de Vénus de Botticelli. Cette œuvre a fait partie de l’exposition de 2015 à la Berlin National Gallery et également de l’exposition consacrée à Botticelli au Victoria and Albert Museum en 2016. Elle est sans doute l'œuvre la plus célèbre de Yin.

## Lieux d'exposition des œuvres
- 2019 : Salon de l’Art Sacré, Église Saint-Germain-l'Auxerrois de Paris
- 2019 : Hospices de Beaune
- 2017 : Exposition permanente à la Cathédrale Notre-Dame de Paris
- 2016 : Botticelli Reimagined, Victoria and Albert Museum, Londres
- 2015 : Botticelli, Staatliche Museen, Berlin
- 2007 : Musée Courbet, Ornans, France
- 2005 : Shanghai Art Museum
- 2005 : Musée Hennessy, Cognac, France
- 1996 : Museo Nacional del Grabado, Buenos Aires
- 1992 : National Tsing Hua University, Taïwan